# Marys Rock Tunnel
Le Marys Rock Tunnel est un tunnel routier américain dans le comté de Rappahannock, en Virginie. Protégé au sein du parc national de Shenandoah, il permet le franchissement par la Skyline Drive d'un sommet des montagnes Blue Ridge, le Mary's Rock. Percé en 1932 par le Civilian Conservation Corps, ce tunnel long d'un petit peu plus de 200 mètres est une  propriété contributrice au district historique de Skyline Drive depuis la création de ce district historique le 28 avril 1997.